# Pierre Picoté
Pierre Picoté, ou « Picoté dit Belestre » (Paris, 1636 - Montréal 1679) est un explorateur et militaire français. Il s'illustra contre les iroquois à Montréal, en Nouvelle-France.

## Biographie
Fils d'un médecin, Pierre Picoté, ou Picoté dit Belestre, naît à Paris, paroisse St-André-des-Arts, en 1636. En 1659, il est envoyé en Nouvelle-France avec Charles Le Moyne et Chomedey de Maisonneuve. Il s'illustre lors d'un soulèvement des indiens Iroquois, dans les environs du lac Ontario et des rives du lac Champlain. À cette époque, Montréal compte seulement une quarantaine maisons fortes en rondins, munies de meurtrières. Il s'installe en Nouvelle-France. En 1666, il participe à l'expédition de M. de Prouville de Tracy contre les Iroquois. Il reçoit une terre à "Pointe aux trembles" en 1672
Pierre Picoté décéda à Montréal le 30 janvier 1679. De son union avec Marie Pars, dont il eut au moins 5 enfants.
La famille Picoté de Belestre joua un rôle important dans les débuts de la Nouvelle-France. Pierre Picoté est notamment l'aïeul de François-Marie Picoté.